# Tynda
Tynda (ryska Тында) är en stad i länet Amur oblast i Ryssland. Den ligger ungefär 570 kilometer nordväst om Blagovesjtjensk. Folkmängden uppgår till cirka 34 000 invånare.

## Historia
Bosättningen Sjkarubij grundades 1917 där Tynda nu ligger, i närheten av nyupptäckta guldfyndigheter. 1928 bytte orten namn till Tyndinskij (ryska Ты́ндинский).
Tynda fick stadsrättigheter 1975.

## Vänorter
Tynda är vänort med:
- Wenatchee, Washington, USA